# Salix wilsonii
Salix wilsonii är en videväxtart som beskrevs av Karl Otto von Seemen. Salix wilsonii ingår i släktet viden, och familjen videväxter. Inga underarter finns listade i Catalogue of Life.